# Drive (R.E.M.-sang)
"Drive" er en sang af det alternative rockband R.E.M.. Den udkom som førstesinglen fra gruppens ottende studiealbum Automatic for the People i 1992. Selvom den ikke var lige så kommercielt succesfuld som de tidligere førstesingler "Losing My Religion," "Stand" og "The One I Love" i USA, så blev det R.E.M.'s næststørste hit på UK Singles Charts på dette tidspunkt, hvor den toppede som nummer 11. Den toppede som nummer 28 på Billboard Hot 100. Sangen nåede nummer 1 på Modern Rock Tracks og nummer 2 på Mainstream Rock Tracks.
På trods af sangens succesen og popularitet, var den ikke med på gruppens opsamlingsalbum In Time: The Best of R.E.M. 1988–2003 fra  Warner Bros. Records. En liveversion af sangen var dog inkluderet på dobbelt CD specialudgaven af In Time, som indeholdt sjældne sange, liveversioner og B-sider. Denne version var en "funk"-version, der aldrig er blevet optaget i et studie.
Det er den første sang, som Michael Stipe har skrevet på en computer.
Sangen er inkluderet på live DVD'en Perfect Square fra 203, live CD/DVD R.E.M. Live fra 2007 og livealbummet Live at The Olympia (og den medfølgende DVD This Is Not a Show). Sangen blev også samplet til Eminems sang "Space Bound", på hans album Recovery fra 2010.
B-siden, "Winged Mammal Theme", er omarbejdelse af "Batman Theme", der oprindeligt skulle have optrådt i Batman Returns; sangen blev ikke brugt i den endelige version af filmen.

## Spor
Alle sange er skrevet af Bill Berry, Peter Buck, Mike Mills og Michael Stipe medmindre andet er noteret.

### US 7", kassettebånd og CD single
1. "Drive" – 4:25
2. "Winged Mammal Theme" – 2:55

### UK "Collector's Edition" CD Single
1. "Drive" – 4:25
2. "It's a Free World Baby" – 5:11
3. "Winged Mammal Theme" – 2:55
4. "First We Take Manhattan" (Leonard Cohen) – 6:06

### DE CD Maxi-Single
1. "Drive" – 4:25
2. "World Leader Pretend" – 4:15
3. "Winged Mammal Theme" – 2:55

### FR CD Maxi-Single
1. "Drive" – 4:25
2. "World Leader Pretend" – 4:15
3. "First We Take Manhattan" – 6:06

### UK and DE 7" and Cassette Single
1. "Drive" – 4:25
2. "World Leader Pretend" – 4:15

## Hitlister
| Hitliste (1992)                       | Højeste placering |
| ------------------------------------- | ----------------- |
| Australia (ARIA Chart)                | 34                |
| Canadian Hot 100                      | 7                 |
| Dutch Singles Chart                   | 13                |
| German Singles Chart                  | 13                |
| Irish Singles Chart                   | 4                 |
| Swedish Singles Chart                 | 24                |
| UK Singles Chart                      | 11                |
| U.S. Billboard Hot 100                | 28                |
| U.S. Billboard Modern Rock Tracks     | 1                 |
| U.S. Billboard Mainstream Rock Tracks | 2                 |
| U.S. Billboard Top 40 Mainstream      | 23                |